# Avril 1801

## Événements

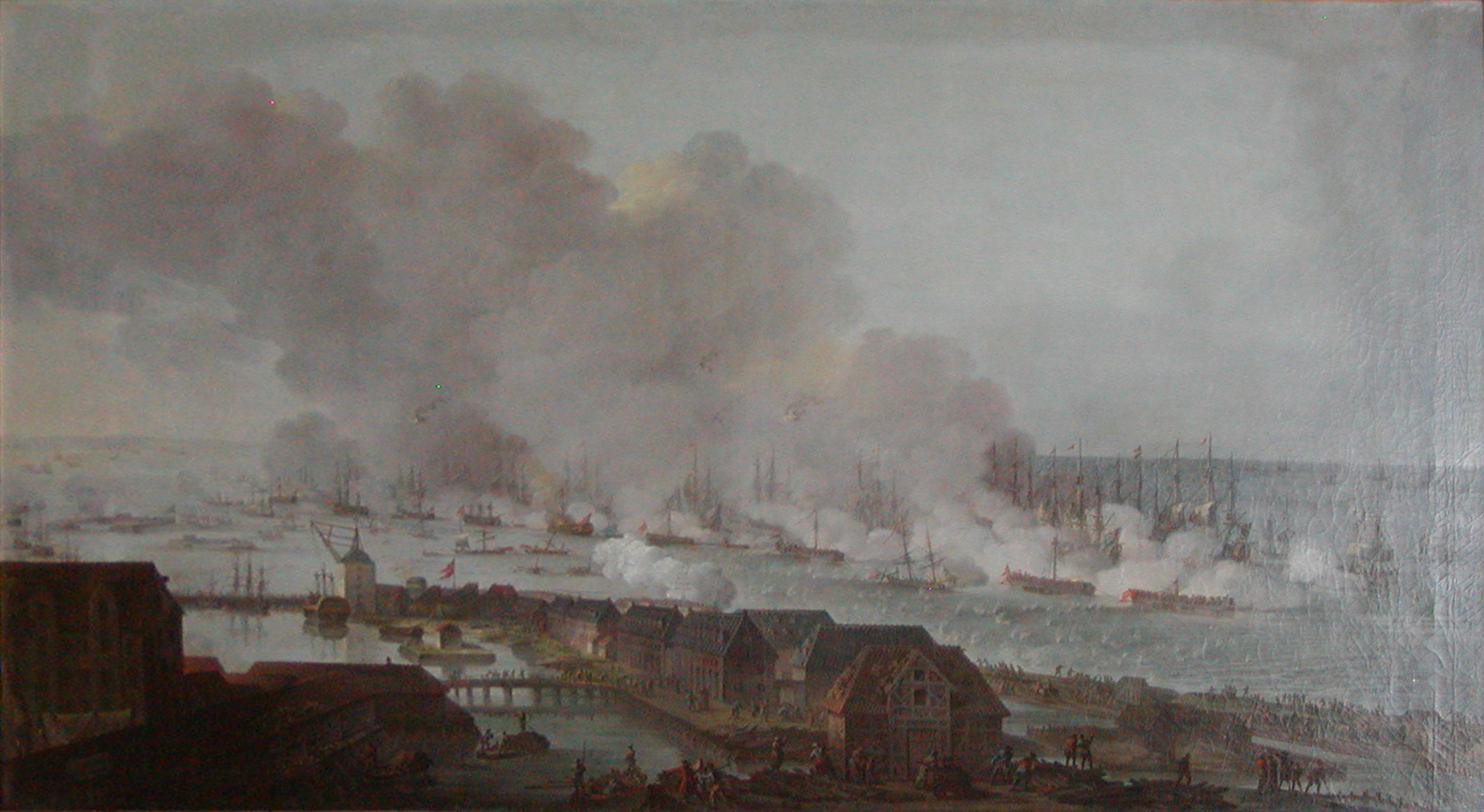
2 avril : bataille de Copenhague

- L'expédition vers les Terres australes du Français Nicolas Baudin quitte l'île de France après une escale de plusieurs semaines.

- 2 avril :
  - L'amiral britannique Horatio Nelson défait la flotte danoise à Copenhague[1].
  - Russie : remise en vigueur de la charte de la noblesse et du Règlement municipal[2].
- 8 avril : le prêtre catholique Jeong Yak-jong (Augustine Chong Yakchong) est exécuté en Corée[3].
- 21 avril : l’émir du Nedjd 'Abd al-'Aziz ibn Sa'ud mène une expédition contre Karbala, ville sainte du chiisme, dans le sud irakien. La garnison mamelouk fuit. Les Wahhabites massacrent 5 000 personnes, pillent la ville et profanent les tombes de Hussein et d'Abbas[4]. Début de l’expansion wahhabite en Arabie[5].
- 29 avril : acte de Malmaison : médiation française en République helvétique entre « patriotes » et « conservateurs ». la France instaure un régime confédéral (cf.1803)[6].

## Naissances
- 10 avril :
  - Ewelina Hańska, Comtesse polonaise († 10 avril 1882)
  - Paul Devaux, homme politique belge († 30 janvier 1880)
- 11 avril : Claude Tillier, pamphlétaire, romancier français († 12 octobre 1844)
- 12 avril : Joseph Lanner, compositeur autrichien († 14 avril 1843)
- 15 avril : Édouard Lartet (mort en 1871), paléontologue français.
- 19 avril : Gustav Fechner (mort en 1887), philosophe et psychologue allemand.

## Décès
- 8 avril : Jean-Jacques Juventin, pasteur suisse auteur de sermons (° 24 janvier 1741).
- 11 avril : Antoine Rivarol, écrivain français (° 23 juin 1753).